# The Four Aces
The Four Aces was een Amerikaans popkwartet. De groep werd opgericht in de jaren 50. De groep verzamelde de laatste halve eeuw legio gouden platen.
Tot hun bekendste nummers behoren Love is a Many-Splendored Thing ('55), Three Coins in the Fountain ('54), Tell Me Why ('51) en (It's No) Sin ('51). Andere bekende nummers waren Shangri-la ('57), Perifidia ('52), Sincerely en A woman in love ('55).
De oorspronkelijke bezetting, verantwoordelijk voor alle bekende liedjes, bestond uit Al Alberts, Dave Mahoney, Lou Silvestri en Rosario Vaccaro.
Al Alberts, de oorspronkelijke leadzanger, overleed op 27 november 2009 op natuurlijke wijze. Dave Mahoney was het tweede originele bandlid dat overleed, hij overleed op 8 juli 2012.
Het derde originele bandlid, Lou Silvestri, overleed op 27 januari 2013 en het laatste originele bandlid, Rosario Vaccaro, overleed op 5 april 2013.

## NPO Radio 2 Top 2000
Van The Four Aces stond alleen Tell Me Why in 1999 in de NPO Radio 2 Top 2000, op plek 1983.